# Kostel svatého Václava (Hrbokov)
Kostel svatého Václava v Hrbokově je původně gotický, jednolodní kostel s barokními a empírovými prvky. Leží v obci Hrbokov na Chrudimsku. Zajímavý je svou freskovou výzdobou od malíře Vojmíra Vokolka. Kostel je zasvěcen svatému Václavu a koluje o něm mnoho pověstí a legend.

## Historie
Podle staré pověsti byl kostel založen během křižáckých výprav do Svaté země konce 12. století. První písemné záznamy jsou z let 1349–1351. V této době stála v Hrbokově fara. V letech 1501 a 1540 byly pro kostel ulity první známé zvony. Zůstaly zde až do konce 18. století, kdy byly převezeny do nového kostela ve Vápeném podole. Tam sloužily až do let 1918 a 1941, kdy byly zabaveny pro válečné účely. V roce 1608 byl Hrbokov společně s obcí Stolany prodán k heřmanoměstskému panství. Třicetiletá válka (1618–1648) byla pro osadu i kostel katastrofou. Po válce byly ve vsi pouze dvě usedlosti a kostel zůstal bez bohoslužebného vybavení. V průběhu 17. století zanikla hrbokovská fara a kostel se stal filiálním kostela sv. Bartoloměje v Heřmanově Městci.
Koncem 18. století byl postaven kostel ve Vápenném Podole a v roce 1785 sem byl kostel zahrnut do obvodu.[ujasnit]
Původní kostel byl dřevěný, ale později se přestavěl na kamenný. Ve zprávách z 18. a začátku 19. století se o něm mluví jako o prastarém, ale bez bližšího popisu jeho stavby. V letech 1841–1846 byl starý kostel částečně zbourán a na jeho místě byl postaven kostel nový stavitelem Antonínem Wamberou z Heřmanova Městce. Stavební náklady činil 2 900 zlatých (tj. asi 58 tisíc předválečných korun). V roce 1855 byl posvěcen nový zvon a oltářní obraz sv. Václava. V letech 1869–1874 byl kostel opravován a byla mu v západním průčelí přistavena věž. I přesto kostel chátrá a v roce 1920 musel být kostel zbourán a na jeho základech byl postaven nový kostel ve stejném slohu i rozměrech. Stavitelem byl Karel Netušil z Heřmanova Městce. V roce 1927 byly již po třetí pořízeny dva nové zvony, sv. Václav a sv. Marie, které však byly za druhé světové války zabaveny a odvezeny.
Mezi lety 1958-1962 byly veškeré prostory kostela vyzdobeny mysticko-náboženskými freskami moderního charakteru od akademického malíře Vojmíra Vokolka.